# Urban Svensson
Karl Urban Svensson, född 1 juli 1960 i Sköllersta församling, Örebro län, politiker (kristdemokrat), partisekreterare 2002-2006, kommunalråd och kommunstyrelseordförande i Öckerö kommun 1998-2002. Svensson meddelade den 3 oktober 2006 sin avgång som kristdemokraternas partisekreterare för att istället ägna sig åt att sälja motorcyklar från Triumph i Länna.
Svensson leder också motorcykelklubben Christian Crusaders avdelning i Sverige. Han är bosatt i Trångsund i Huddinge kommun.